# Hibiscus labordei
Hibiscus labordei là một loài thực vật có hoa trong họ Cẩm quỳ. Loài này được H. Lév. mô tả khoa học đầu tiên năm 1913.